# Óbolo de Caronte

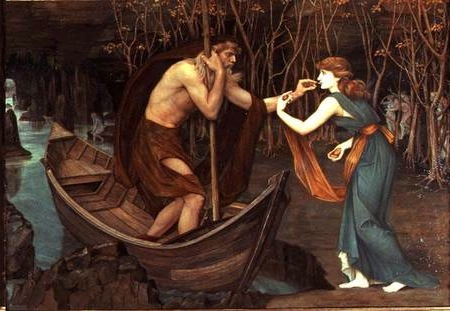
Caronte e Psique (1883), interpretação Pré-Rafaelista do mito por John Roddam Spencer Stanhope

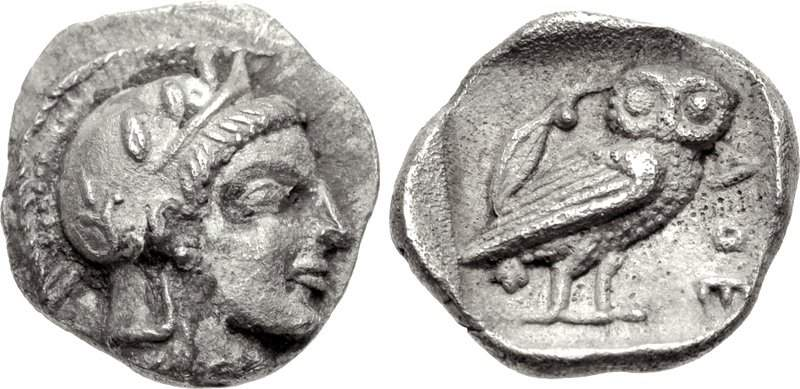
Óbolo ateniense cunhado c.. Nele há a efígie de Atena e a coruja

Óbolo de Caronte é um termo alusivo para uma moeda colocada em ou sobre a boca de um defunto antes de seu sepultamento. As fontes literárias gregas e romanas especificam a moeda como um óbolo, e explicam-no como um pagamento para Caronte, o barqueiro que conduzia as almas através do rio que dividia o mundo dos vivos do mundo dos mortos. Exemplos arqueológicos destas moedas, de várias denominações na prática, tem sido chamados "os mais famosos bens mortuários da Antiguidade".
O costume é primariamente associado com os antigos gregos e romanos, embora é também encontrado no Antigo Oriente Próximo. Na Europa Ocidental, um uso similar de moedas em enterros ocorre em regiões habitadas por celtas e as culturas galo-romanos, hispano-romanos e romano-britânicas e entre os germânicos da Antiguidade Tardia e o começo da era cristã, com exemplos esporádicos no começo do século XX.
Embora a arqueologia tenha demostrado que o mito reflete um costume real, a colocação de moedas com o morto não era nem difundida nem confinado a uma única moeda na boca do falecido. Em muitos túmulos, tabuletas de folhas de metal inscritos ou exonúmios tomaram o lugar da moeda, ou cruzes de folhas de ouro no começo da era cristã. A presença de moedas ou um tesouro escondido em barcos funerários germânicos sugerem um conceito análogo.
A frase "óbolo de Caronte" como utilizada pelos arqueólogos às vezes pode ser entendida como referência a um rito religioso particular, mas frequentemente serve como um tipo de taquigrafia para cunhagem abreviada para cunhagem como bens mortuários presumidos para promover a passagem do falecido à vida após a morte. No latim, óbolo de Caronte às vezes chama-se viático, ou "sustento para a jornada"; a colocação da moeda sobre a boca também tem sido explicada como um selo para proteger a alma do morto ou evitar seu retorno.

## Terminologia
A moeda de Caronte é convencionalmente referida na literatura grega como um óbolo (em grego: ὀβολός; romaniz.: obolós), uma das denominações básicas da cunhagem grega antiga, que valia ⅙ dum dracma, dependendo se o padrão utilizado era cobre ou prata.[a] Entre os gregos, moedas em túmulos também são às vezes uma dânaca (em grego: δανάκη; romaniz.: danakē) ou outra denominação relativamente pequena em ouro, prata, bronze ou cobre de uso local. Na literatura romana, a moeda é geralmente de bronze ou cobre. Do século VI ao IV a.C., na região do mar Negro, moedas de baixo valor descrevendo pontas de flechas ou golfinhos estavam em uso principalmente para o propósito de "troca local e para servir como óbolo de Caronte". O pagamento é por vezes especificado com os termos "naulo" (em grego: ναῦλον; romaniz.: naulon; em latim: naulum; lit. "taxa do barco"), "portmeu" (em grego: πορθμήϊον/πορθμεῖον; romaniz.: porthmeion; lit. "taxa para transporte") e "portório" (em latim: portorium; lit. "pedágio da hidrovia").
A palavra "naulo" é definida pelo lexicógrafo da era cristã Hesíquio de Alexandria como a moeda colocada na boca do morto; um dos significados de dânaca é dado como "o óbolo para o morto". a Suda define dânaca como uma moeda tradicionalmente enterrada com o morto para pagamento do barqueiro para cruzar o rio Aqueronte, e explica a definição de portmeu como uma taxa do barqueiro com uma citação do poeta Calímaco, que nova o costume de carregar o portmeu na "ressequidas bocas dos mortos".

### Óbolo de Caronte como viático
No latim, o óbolo de Caronte é por vezes chamado viático (em latim: viaticum),[b] que no uso cotidiano significa "provisão para uma jornada", abrangendo alimentos, dinheiro e outros suprimentos. A mesma palavra pode referir-se ao subsídio de subsistência concedido para aqueles despojados de sua propriedade e condenados ao exílio, e por extensão metafórica ao preparo para a morte no fim da jornada da vida. Cícero, em seu diálogo filosófico Sobre a Velhice (44 a.C.) no qual tem o interlocutor Catão, o Velho, combina duas metáforas — aproximação do fim da jornada, e amadurecimento do fruto — ao falar da aproximação da morte:

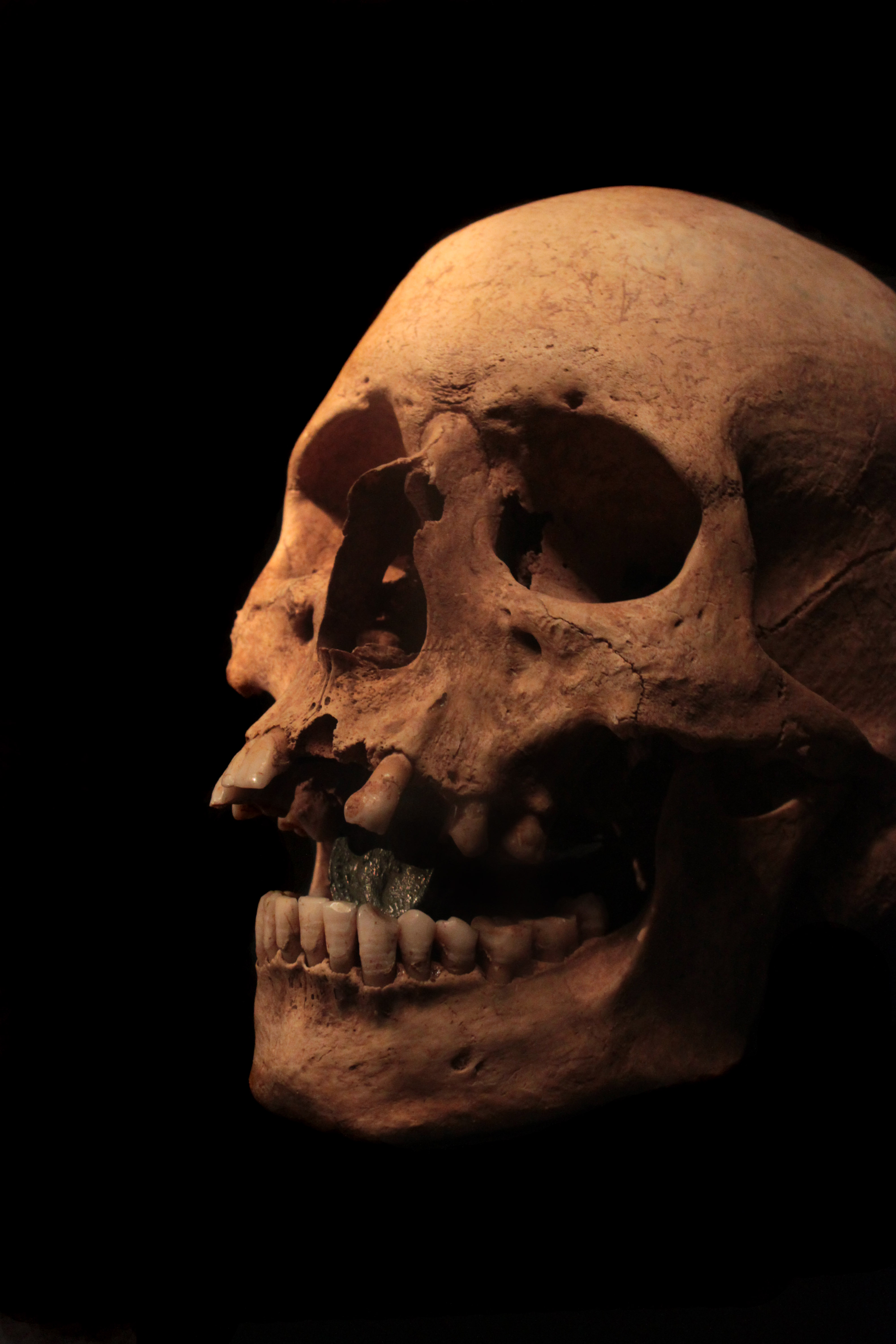
Esqueleto romano com um óbolo (dupôndio de Antonino Pio) na boca

| “ | Eu não entendo qual cobiça deveria querer para si na velhice; para poder qualquer coisa ser mais tolo que adquirir mais provisões (viático) com menos da jornada restando?[c] [...] Frutas, se estão verdes, podem dificilmente ser arrancadas das árvores; se elas estão maduras e suavizadas, elas caem. Da mesma forma, violência remove a vida dos jovens; velhos, a plenitude do tempo. Para mim isso é são ricamente gratificante que, mais próximo eu aspirar a morte, eu pareço dentro da vista de terra firme, como se, num momento marcado, eu entrarei no porto após uma longa viagem. | ” |

Com base neste sentido metafórico de "provisão para a jornada na morte", o latim eclesiástico pegou emprestado o termo viático para a forma da eucaristia que é colocada na boca duma pessoa que está morrendo como provisão para a passagem da alma para a vida eterna. A mais antiga evidência literária deste uso cristão aparece no relato de Paulino de Nola da morte do santo Ambrósio de Milão em 397.[d] O Sínodo da Hibérnia oferece uma explicação etimológica: "esta palavra 'viático' é o nome da comunhão, que é dizer, 'a tutela do caminho', pois guarda a alma até dever estar diante da cadeira de julgamento de Cristo." Tomás de Aquino explica o termo como "uma prefiguração da fruta de Deus, que estaria na terra prometida. E devido a isso é chamada o viático, uma vez que nos proporciona a maneira de chegar lá"; a ideia dos cristãos como "viajantes na procura da salvação" encontra expressão precoce nas Confissões de Santo Agostinho.
Uma palavra equivalente grega é "efódio" (em grego: ἐφόδιον; romaniz.: ephódion); como viático, a palavra era utilizada na Antiguidade para significar "provisão para uma jornada" (literalmente, "algo para a estrada," do prefixo ἐπ-, "sobre" + ὁδός, "estrada, caminho") e mais tarde na literatura patrística grega para a eucaristia administrada no momento da morte.

## Na literatura

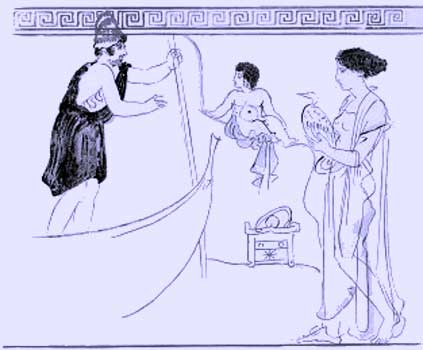
Caronte recebendo uma criança (desenho baseado na cena de um lécito)

As fontes literárias greco-romanas do século V a.C. até o II d.C. são consistente na atribuição de quatro características para o óbolo de Caronte:
- É uma moeda de baixa denominação;
- É colocada na boca;
- A colocação ocorre no tempo da morte;
- Representa uma taxa do barco.[29]

Epigramas gregos que eram versões literárias de epitáfios referem-se ao "óbolo que paga a passagem do falecido," com alguns epigramas referindo-se a crença ao zombá-la e desmenti-la. O satirista Luciano de Samósata afirma que Caronte, num diálogo de mesmo nome, coleta "um óbolo de todos que fazem a jornada para baixo." Numa elegia de consolação que fala duma mulher morta, o poeta augustano Propércio expressa a finalidade da morte pelo pagamento dela da moeda de bronze ao coletor da taxa infernal (portidor). Vários outros autores mencionam a taxa. Frequentemente, um autor usa o baixo valor da moeda para enfatizar que a morte não faz distinção entre rico e pobre; todos devem pagar o mesmo, pois todos podem morrer, e uma pessoa rica pode tomar nenhuma quantidade maior para a morte:
| “ | Minha bagagem é apenas um franco, uma carteira, um relógio velho, e o óbolo que paga a passagem do falecido. | ” |

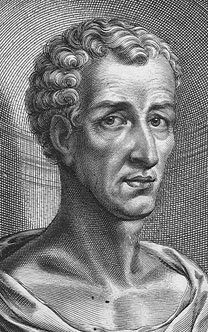
Luciano de Samósata

A incongruência do pagamento que é, em efeito, a admissão para o Inferno, encorajou um tratamento cômico ou satírico, e Caronte como um barqueiro que deve ser persuadido, ameaçado ou comprado para fazer seu trabalho parecer ser uma construção literária que não é refletida na arte clássica antiga. Christiane Sourvinou-Inwood mostrou que em descrições de Caronte do século V a.C., como sobre os vasos funerários chamados lécitos, ele é uma presença não ameaçadora ou mesmo tranquilizadora que guia mulheres, adolescentes e crianças para a vida após a morte.[e] Humos, como uma catábase cômica no As Rãs de Aristófanes, "faz a jornada para Hades menos ameaçadora por articulá-la explicitamente e trivializá-la." Aristófanes faz piada sobre a taxa, e um personagem reclama que Teseu deve tê-lo introduzido, caracterizando o herói ateniense em seu papel de organizador da cidade como um burocrata.
Luciano satiriza o óbolo em seu ensaio Sobre Funerais:
| “ | Tão completamente tomadas estão as pessoas por tudo isso que quando alguém da família morre, imediatamente elas trazem um óbolo e colocam-no em sua boca para pagar o barqueiro para levá-lo, sem considerar que tipo de cunhagem é comum e corrente no mundo inferior e se é o óbolo ateniense ou macedônio ou egineta que é curso forçado lá, nem de fato que ele seria muito melhor não para pagar a taxa, uma vez que naquele caso o barqueiro não levaria-os e eles seria escoltados para a vida novamente. | ” |

Em outro trabalho satírico de Luciano, os Diálogos da Morte, um personagem chamado Menipo morreu recentemente e Caronte está pedindo por um óbolo de modo a carregá-lo através do rio do submundo, Menipo recusa-se a pagar o óbolo, e consequentemente entra o mundo da morte alegando que:
| “ | Você não pode obter sangue [ou seja, óbolos] duma pedra [ou seja, de quem não o tem] | ” |

## Evidência arqueológica
O uso de moedas como bens mortuários mostra uma variedade de práticas que lança dúvidas sobre a exatidão do termo "óbolo de Caronte" como uma categoria interpretativa. A frase continua em uso, contudo, para sugerir o ritual ou significância religiosa da moeda no contexto funerário. As moedas são encontradas em túmulos gregos pelo século V a.C., tão longo quando a Grécia foi monetizada, e aparecem por todo o Império Romano no século V, com exemplos em conformidade com o óbolo de Caronte tão longe quanto a Península Ibérica no oeste, a Grã-Bretanha no norte, e o rio Vístula, na atual Polônia, no leste.
Mandíbulas de caveiras encontradas em certos túmulos da Britânia romana estão esverdeados devido o contato com moeda de cobre; moedas romanas são encontradas mais tarde nos túmulos anglo-saxões, mas frequentemente perfuradas para serem utilizadas como amuletos ou colares.[f] Entre os gregos antigos, apenas aproximados 5 a 10% dos túmulos conhecidos continham alguma moeda; em alguns cemitérios de cremação romanos, contudo, ao menos metade dos túmulos abrigavam-nas. Muitas, senão a maioria, destas ocorrências estão segundo o mito do óbolo de Caronte, seja no número das moedas ou em seu posicionamento. Variações no posicionamento e número são características em todos os períodos e lugares.

### Mundo helenizado

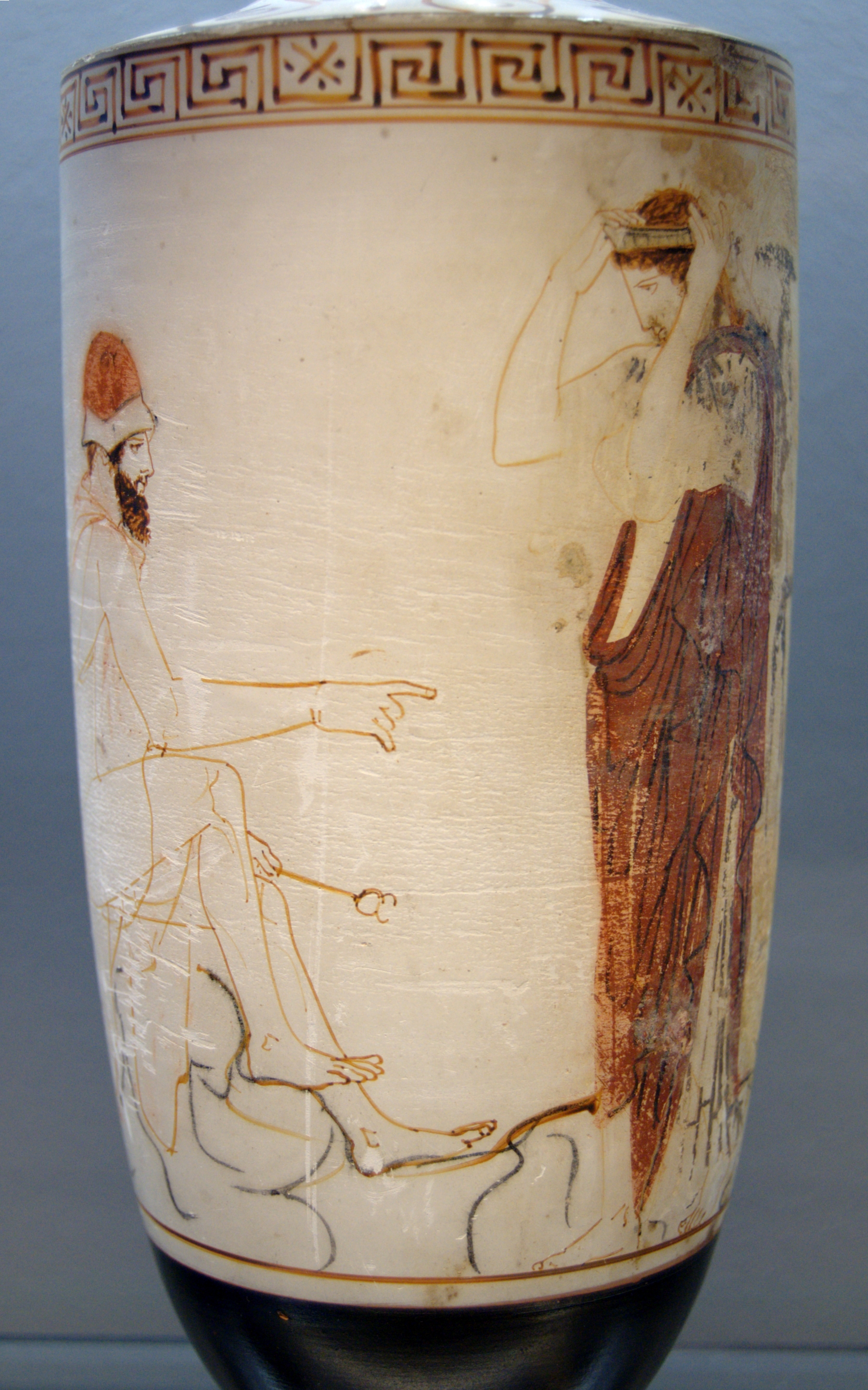
Lécito de fundo branco (c.), Hermes Psicopompo prepara uma mulher para sua jornada para a vida após a morte

Algumas das moedas mais antigas dos túmulos do mar Mediterrâneo foram encontrados em Chipre. Em 2001, Destrooper-Georgiades, um especialista em numismática aquemênida, disse que investigações em 33 túmulos revelaram 77 moedas. Embora de denominação variada, como acontece com o número em qualquer túmulo, pequenas moedas predominam. Elas começaram a ser depositadas nos sepulcros quase tão logo quando começaram a circular na ilha no século VI a.C., e algumas antecedem a primeira emissão do óbolo e qualquer referência literária à taxa de Caronte. Embora apenas uma pequena porcentagem de túmulos gregos contêm moedas, entre estes há exemplos difusos duma única moeda posicionada na boca da caveira ou com restos de cremação. Em urnas de cremação, a moeda por vezes adere à mandíbula da caveira.
Em Olinto, 136 moedas (principalmente de bronze, mas algumas de prata) foram encontradas com os sepulcros; em 1932, arqueólogos relataram que 20 túmulos continham quatro moedas de bronze cada um, que eles acreditaram eram destinadas para a colocação na boca. Alguns em Olinto continham duas moedas, mas mais frequentemente uma única moeda de bronze foi posicionada na boca ou dentro da cabeça do esqueleto. Em túmulos do período helenístico num cemitério de Atenas, moedas, geralmente de bronze, foram encontradas mais frequentemente na boca do falecido, embora às vezes na mão, solta no túmulo ou em um vaso. Em Chania, originalmente o assentamento minoico de Cidônia, em Creta, um túmulo datando da segunda metade do século III a.C. abrigava uma rica variedade de bens tumulares, incluindo finas joias em ouro, uma bandeja de ouro com a imagem dum pássaro, um vaso de argila, um espelho de bronze, uma estrígil de bronze e um "óbolo de Caronte" de bronze descrevendo Zeus. Em escavações de 91 túmulos num cemitério em Anfípolis durante meados para finais dos anos 1990, a maioria dos mortos foram encontrados com uma moeda na boca. Os túmulos datam do século IV para o final do II a.C..
Um notável uso duma dânaca ocorreu no túmulo duma mulher do século IV a.C. na Tessália, uma provável iniciada nos mistérios órficos ou dionisíacos. A parafernália religiosa dela inclui tabletes de ouro inscritos com instruções para a vida após a morte e uma figura em terracota dum adorador báquico; sobre os lábios dela foi colocada uma dânaca de ouro estampada com a cabeça da Górgona. Moedas começaram a aparecer com maior frequência nos túmulos durante o século III a.C., junto com grinaldas de ouro e unguentários planos (pequenas garrafas para óleo) em substituição aos mais antigos lécitos. Lécitos em figuras negras frequentemente descreviam cenas dionisíacas; os posterior vasos de fundo branco frequentemente mostram Caronte, geralmente com seu bastão, mas raramente (ou duvidosamente) aceitando a moeda.[g]
A região do mar Negro também produziu alguns exemplos do óbolo de Caronte. Em Apolônia Pôntica, o costume foi praticado de meados do século IV a.C.; no cemitério, por exemplo, 17% dos túmulos continham pequenas moedas locais de bronze na boca ou cabeça dos defuntos. Durante as escavações de 1998 de Pichevenari na costa da atual Geórgia, sete túmulos continham uma moeda, e dois um par delas. As moedas, trióbolos de prata da cunhagem colca local, estavam localizadas próximo a boca, com a exceção duma que estava próximo da cabeça. É incerto, contudo, se os mortos eram colcas ou gregos. Os arqueólogos que investigaram-nos não consideram a prática como típica da região, mas especulam que a geografia local prestou-se a adaptar o mito grego, como corpos dos mortos na realidade tendo que ser transportados através do tio da cidade para o cemitério.

### Oriente Próximo

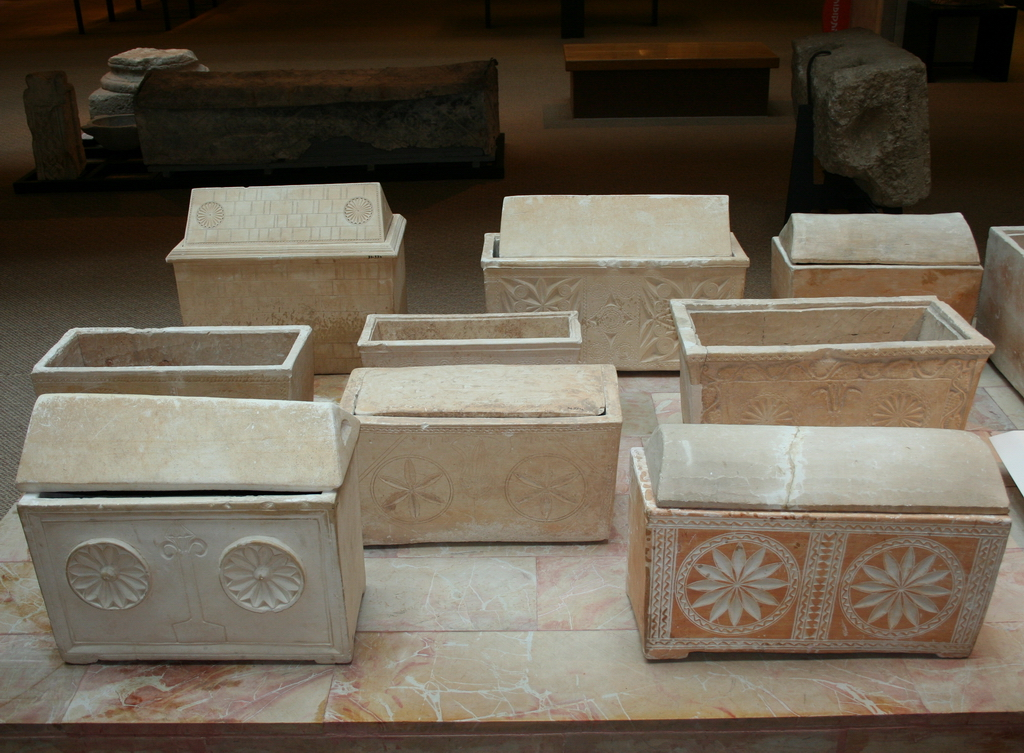
Antigos ossuários judeus dentro dos quais às vezes encontra-se moedas junto do corpo do defunto

O óbolo de Caronte é geralmente reconhecido como helênico, e moedas em túmulos é frequentemente considerado como marca de helenização, mas a prática pode ser independente da influência grega em algumas regiões. A deposição de uma moeda na boca do defunto é encontrada no Império Parta e Sassânida, no atual Irã. Curiosamente, a moeda não era uma dânaca de origem persa, como por vezes era entre os gregos, mas geralmente um dracma grego. Na região de Iázide, objetos consagrados em túmulos podem indicar uma moeda ou pedaço de prata; pensa-se que este costume é talvez tão antigo quanto o Império Selêucida e pode ser uma forma de óbolo de Caronte.
Descobertas de um moeda próximo a caveira em túmulos do Levante sugerem uma prática similar entre os fenícios no período persa. Ossuários judeus às vezes contêm uma moeda; por exemplo, num ossuário portando o nome "Miriam, filha de Simão", uma moeda cunhada durante o reinado de Herodes Agripa I, datado de 42/43, foi encontrada na boca da caveira. Embora a colocação de uma moeda dentro da caveira é desconhecido na antiguidade judaica e foi potencialmente ato de idolatria, a literatura rabínica preserva alusão a Caronte numa lamentação pelos mortos "caindo a bordo da balsa e tendo que pedir emprestado sua taxa". Barcos são geralmente descritos em ossuários ou muros de criptas judaicas, e uma das moedas encontradas dentro duma caveira pode ter sido escolhida, pois descrevia um barco.

### Europa Ocidental
Cemitérios no Império Romano do Ocidente variam consideravelmente: em uma comunidade do século I a.C. na Gália Cisalpina, moedas foram colocadas em mais de 40% dos túmulos, mas nenhuma delas estava na boca dos mortos; em cremações em Ampúrias na Hispânia e Eboraco (atual Iorque) na Britânia, o número é de apenas 10%. Na Península Ibérica, evidência interpretada como o óbolo de Caronte foi encontrada em Tarraco (atual Tarragona). Na Gália Belga, variados depósitos de moedas são encontrados com os mortos do século I ao III, mas são mais frequentes no final do século IV e começo do V. 30 túmulos galo-romanos encontrado próximo de Ponte de Pasly, em Soissons, continham uma moeda de Caronte cada um. Túmulos germânicos mostram uma preferência por moedas de ouro, mas mesmo dentro dum mesmo cemitério e num curto espaço de tempo, a deposição delas varia.
Em um cemitério merovíngio de Frenuvila, na Normandia, que esteve em uso por quatro séculos, moedas são encontradas numa minoria de túmulos. De uma vez, o cemitério foi considerado como exibindo duas fases distintas: um período galo-romano mais antigo quando os mortos foram enterrados com vasos, notadamente de vidro, e óbolo de Caronte; e uma posterior, quando eles receberam vestimentas e bens funerárias à moda franca. Esta divisão, contudo, tem-se mostrado enganosa. Na área do cemitério datada dos séculos III-IV, moedas foram colocadas próximo das caveiras ou mãos, às vezes protegidas por um bolsa ou vaso, ou foram encontradas no interior do túmulo como se jogadas dentro. São de bronze e geralmente conta-se uma ou duas por túmulo, como seria esperado do costume do óbolo de Caronte, embora há um túmulo contendo 23 moedas de bronze, e outro com um soldo e um semisse. Os últimos exemplos indicam que moedas podiam ter representado relativo estatuto social. Na porção mais recente do cemitério, que permaneceu em uso através do século VI, o padrão de deposição das moedas foi similar, mas elas não foram contemporâneas dos sepultamentos, e algumas foram furadas serem vestidas. O uso de moedas mais antigas reflete um escassez de novas cunhagens, ou pode indicar que moedas antigas mantinham um sentido simbólico independente de seu valor denominal. "A deposição variada das moedas de diferentes valores [...] demonstra ao menos parcial se não completa perda do entendimento da função religiosa original do óbolo de Caronte," lembra Bonnie Effros, um especialista em túmulos merovíngios. "Estes fatores tornam difícil determinar a significância ritual."

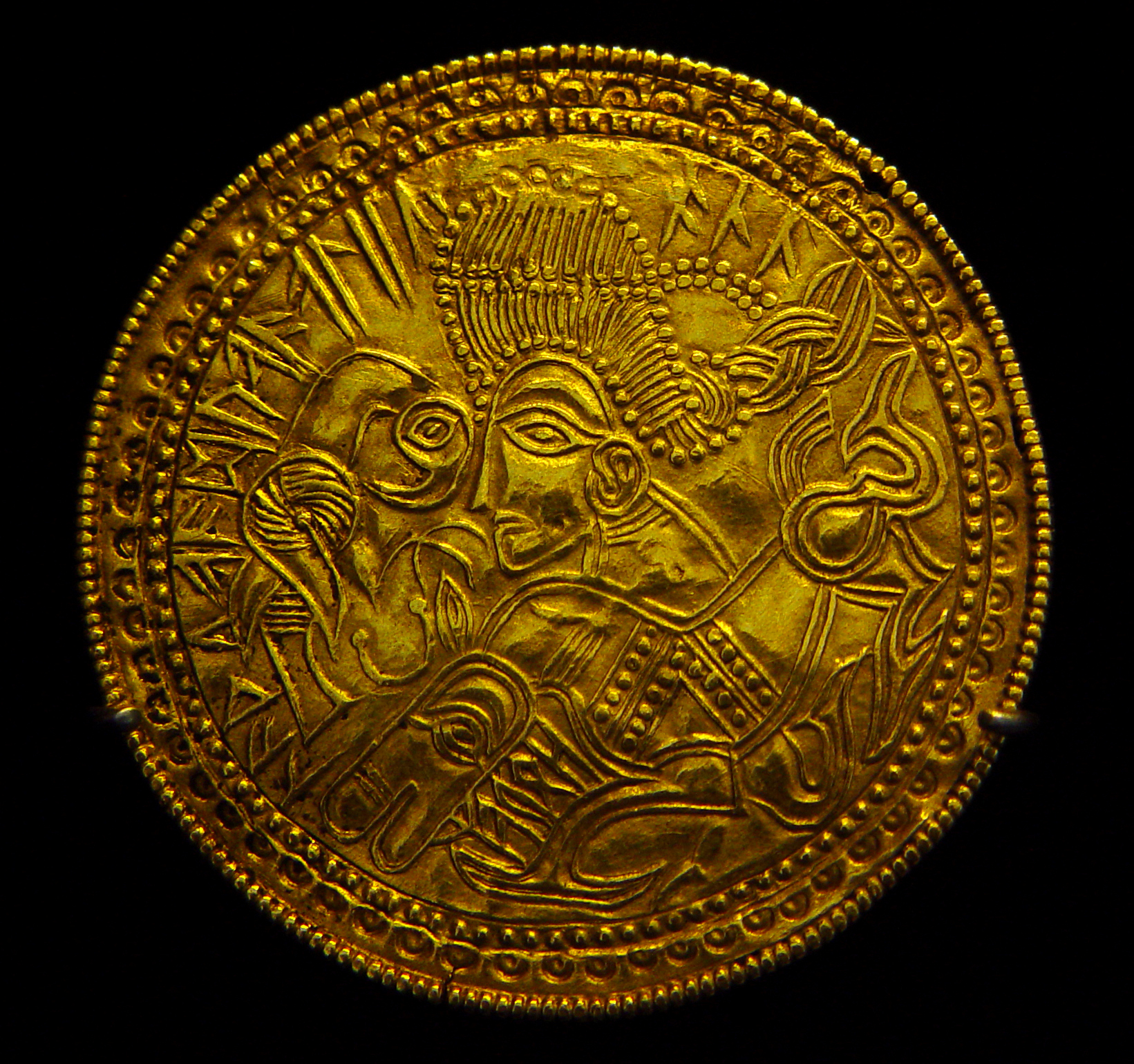
Bracteata germânica da ilha de Fiônia, Dinamarca, com uma inscrição rúnica referindo-se ao deus Odin

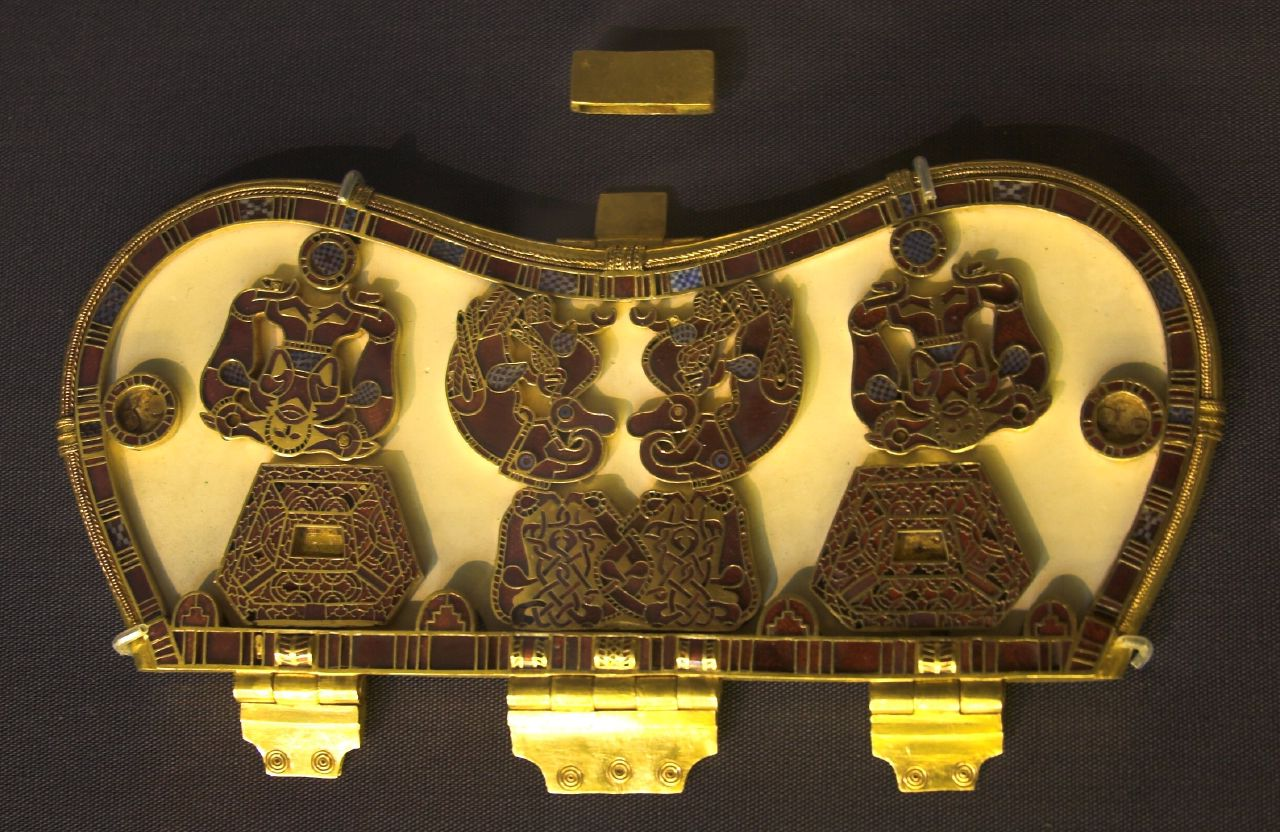
Tampa ornamental da bolsa do tesouro escondido do barco funerário de Sutton Hoo, contendo moedas, presumivelmente para pagar os remadores do outro mundo

Embora o rito do óbolo de Caronte foi praticado não mais uniformemente na Europa Setentrional do que na Grécia, há exemplos de túmulos individuais ou pequenos grupos em conformidade com o padrão. Em Broadstairs, em Câncio, um jovem foi enterrado com um tremisse de ouro merovíngio (ca. 575) em sua boca. Uma moeda banhada em outro encontrada na boca dum jovem na Ilha de Wight em meados do século VI; seus outros bens mortuários incluem vasos, um chifre para beber, uma faca, e contadores de jogos[h] de marfim com um peça de vidro de cobalto-azul.
Bracteatas de ouro escandinavas e germânicas encontradas em túmulos dos séculos V e VI, particularmente aqueles na Britânia, também tem sido interpretados à luz do óbolo de Caronte. Estes discos de ouro, similares a moedas embora geralmente de um único lado, foram influenciados por moedas e medalhões imperiais romanos tardios, mas exibem iconografia dos mitos nórdicos e inscrições rúnicas. O processo de estampagem criava uma borda estendida que forma um quadro com um presilha para rosqueamento; as bracteatas frequentemente aparecem em túmulos como um colar feminino. Uma função comparável àquela do óbolo de Caronte é sugerida por exemplos como de um túmulo masculino em Monkton em Câncio e um grupo de vários túmulos masculinos em Gotlândia, na Suécia, nos quais a bracteata foi depositada em uma bolsa ao lado do corpo. Nos túmulos da Gotlândia, as bracteatas carecem de borda ou presilha, e não mostram sinais de uso, sugerindo que não haviam sido destinadas ao uso diário.
Segundo uma interpretação, o tesouro escondido duma bolsa no barco funerário de Sutton Hoo (Suffolk, Ânglia Oriental), que contém uma variedade de moedas de ouro merovíngias, une a tradicional viagem germânica para a vida após a morte com "um uma forma esplêndida incomum de óbolo de Caronte." O túmulo abriga 37 tremisses de ouro datando do final do século VI e começo do VII, três moedas não emitidas, e dois pequenos lingotes de ouro. Tem sido conjecturado que as moedas eram para pagar o barqueiro que remaria o navio para o outro mundo, enquanto os lingotes foram feitos para os timoneiros. Embora Caronte é geralmente uma figura solitária nas descrições da Antiguidade e Idade Moderna, há algumas ligeiras evidências de que o navio podia ser provido com remadores. Um fragmento de cerâmica do século VI a.C. foi interpretado como Caronte sentado na popa como timoneiro de um barco equipado com 10 pares de remos e remados por ídolos (em grego: εἴδωλα; romaniz.: eidola), sombras dos mortos. Uma referência em Luciano parece também implicar que as sombras podiam remar o barco.
Na Escandinávia, exemplos esparsos do óbolo de Caronte foram documentados da Idade do Ferro romana ao Período Migratório; na Era Viquingue, a Suécia Oriental produziu a melhor evidência, Dinamarca raramente, e Noruega e Finlândia inconclusivamente. Nos séculos XIII e XIV, o óbolo de Caronte aparece em túmulos da Suécia, Escânia e Noruega. O folclore sueco documenta o costume do século XVIII ao XX.

### Entre os cristãos
O costume do óbolo de Caronte não só continuou na era cristã, mas foi adotado pelos cristãos, como uma moeda que era colocada na boca para enterros cristãos; há exemplares desde tipo de sepultamento em túmulos da Gália do século IV, muito embora por vezes é difícil distinguir nesta região os sepultamentos cristãos daqueles tradicionais. Em Arcy-Sainte-Restitue na Picardia, um túmulo merovíngio abrigou uma moeda de Constantino, o primeiro imperador cristão, que foi utilizada como óbolo de Caronte. Na Britânia, a prática foi muito frequente, se não mais comum, entre os cristãos e persistiu até mesmo o fim do século XIX. O escritor folclorista Ronald Burn em 1914 foi capaz de documentar um testemunha na Grã-Bretanha que havia visto um pêni colocado na boca dum idoso dentro de seu sarcófago. Em 1878, papa Pio IX foi sepultado com uma moeda. A prática foi amplamente documentada por volta da virada dos séculos XIX e XX na Grécia, onde a moeda era por vezes acompanhada por uma chave.

### Moedas "fantasma" e cruzes

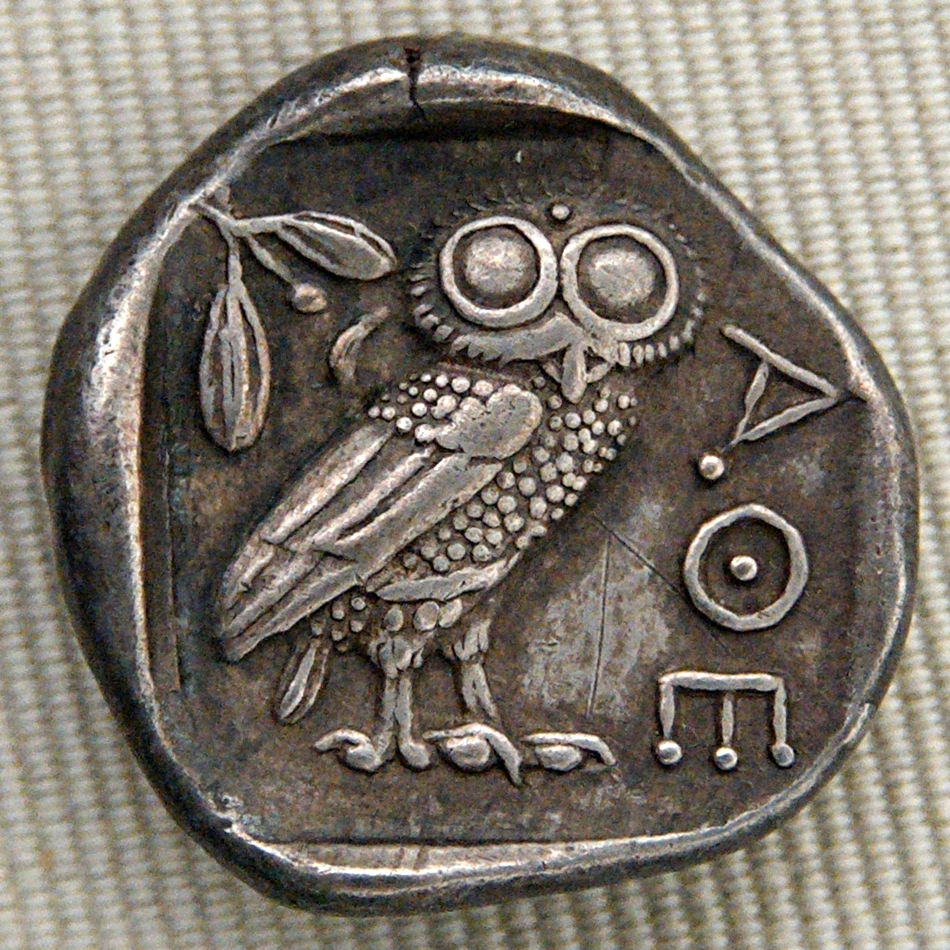
Tetradracma da década de estampado com a coruja de Atena

As chamadas "moedas fantasmas" também aparecem com os mortos. Nelas há impressões duma moeda real ou ícone numismático emitido numa pequena peça de lâmina de ouro. Num túmulo do século V ou IV a.C. de Siracusa, na Sicília, uma pequena folha de ouro retangular estampada com uma figura com duas faces, possivelmente Deméter/Cora, foi encontrado na boca dum esqueleto. Num caixote de cremação feito em mármore de meados do século II a.C., a "peça de Caronte" tomou a forma dum pedaço de lâmina de ouro estampada com uma coruja; além de fragmentos de osso carbonizados, o caixote também contém folhas de ouro duma coroa de flores do tipo por vezes associado com a religião de mistérios. Dentro do túmulo duma família ateniense do século II a.C., um fino disco de ouro similarmente estampado com a coruja de Atena foi colocado na boca de cada homem.